# ماغنوس يوهانسون (لاعب كرة قدم)
ماغنوس يوهانسون (بالسويدية: Magnus "Ölme" Johansson)‏ (و. 1971  م) هو لاعب كرة قدم، من السويد، شارك في الألعاب الأولمبية الصيفية 1992، يلعب كمُدَافِع.

## روابط خارجية
- ماغنوس يوهانسون على موقع قاعدة بيانات كرة القدم.إي يو (الإنجليزية)
- ماغنوس يوهانسون على موقع ناشيونال فوتبول تيمز (الإنجليزية)
- ماغنوس يوهانسون على موقع عالم كرة القدم.نت (الإنجليزية)
- ماغنوس يوهانسون على موقع أوليمبيديا (الإنجليزية)
- ماغنوس يوهانسون على موقع اللجنة الأولمبية السويدية (السويدية)